# 亭

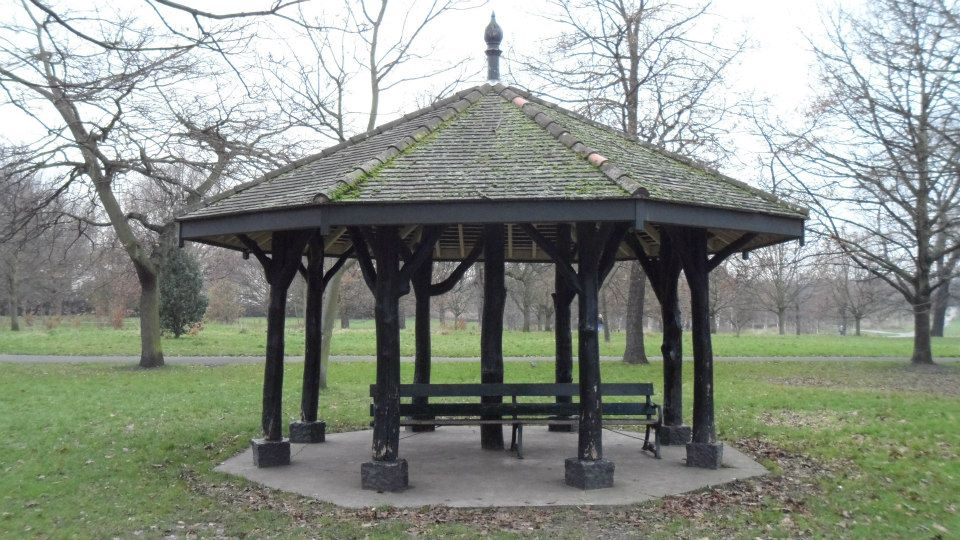
英國攝政公園內的一座亭

亭，又稱亭子、涼亭，是一種有屋頂、無牆或不完全封閉、供休息用的建築物，多建築在路旁或園林裏。一些簡單的小屋也稱亭。
亭除了有遮蔭、避雨、休息等實用功能外，亦可作為一種景觀裝飾。也可以作為演奏台之用。

## 語源

### 中文
战国时期文字字形中，「亭」为“T”，像矗立的柱。「亭」本義是設在路旁的公房，供旅客停宿。战国时期至秦汉，“亭”本是政府设于基层的机构。东汉典籍《说文解字》中的解释是“民所安定也。亭有楼，从高省，丁声”:89。亭也有「留」的意思，亭就是指由柱支撐、矗立著，供人停留的建築物。。

### 英文
英文中亭稱為「gazebo」。據牛津字典載，是十八世紀中期由「凝視（gaze）」 一詞加上拉丁文過去式後綴「-ebo」而成。雷納德·李·培根則認為是衍生自伊斯蘭城郭的英語名稱「Kasbah」。

## 歷史
亭的歷史可追溯至5000年前，當時古埃及的園林已有亭子，也見於中國、波斯等古文明。

## 各地區的傳統亭
亭在不同地區有不同類型，東亞傳統的亭源於中國，是常見的園林設施。
東南亞地區如泰國、柬埔寨等地的傳統亭常見於佛寺，其中在緬甸有一種村亭是村落中用作供村民開會及供遊人休息的亭子。
美洲原住民有一種茅葺屋頂的亭子，中美洲還有一種亭子。

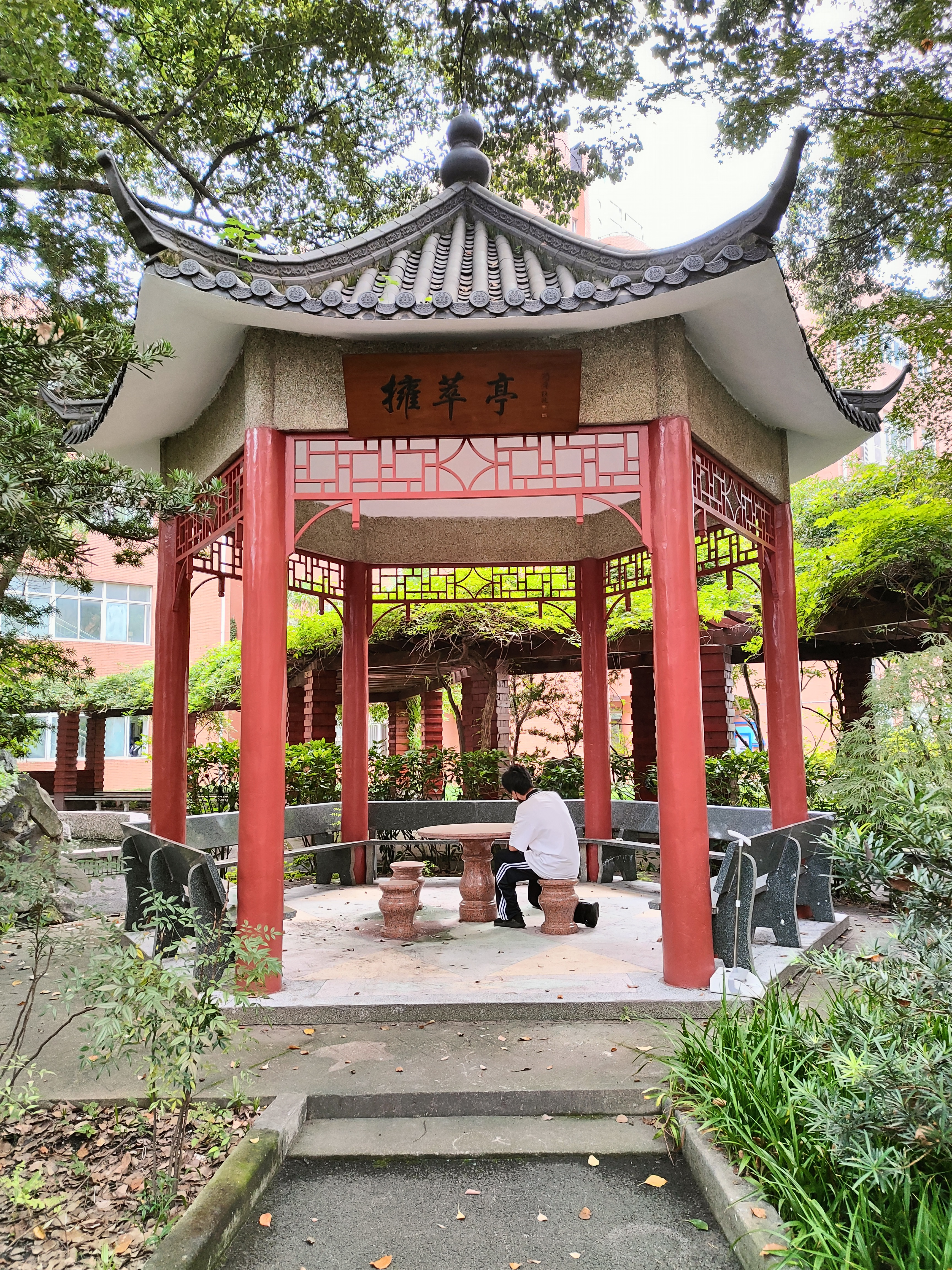
中国校园中的亭子
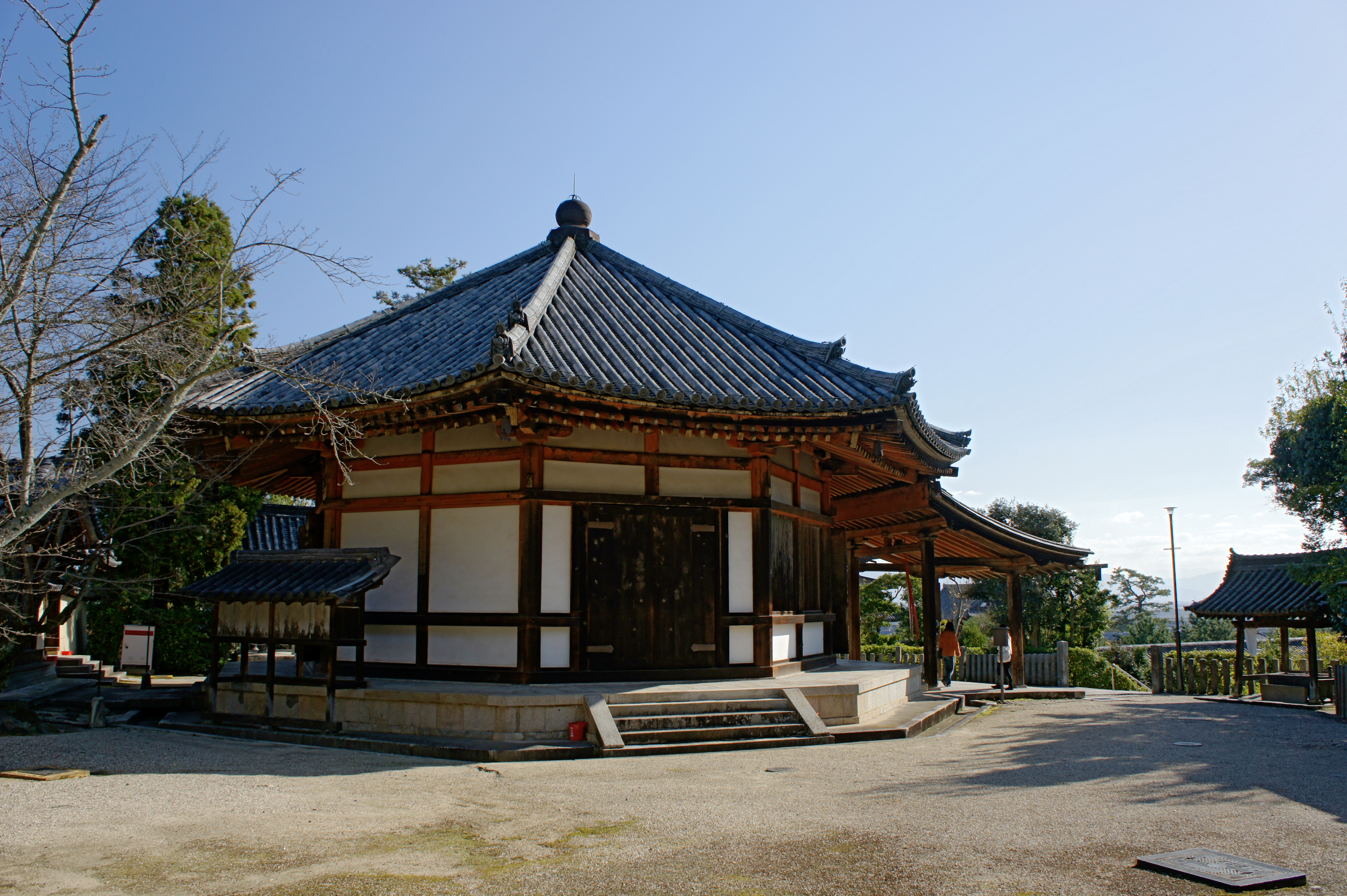
日本亭子建筑

## 功能
除了休息用的亭子外，還有些亭子有其他作用，如用作避雨的避雨亭，用作紀念的紀念亭等。也有一些特定用途的小屋也稱為亭，如小賣亭、更亭等。